# كلاس شبيه الدخينات
كلاس شبيه الدخينات (بالإنجليزية: Milia-like calcinosis)‏ هي حالة جلدية تتميز بوجود آفاتٍ صغيرة تُشبه الدخينات، وتظهر في السطح الظهراني لليدين والقدمين.